# Acrisione
Acrisione es un género de plantas con flores perteneciente a la familia Asteraceae. Tiene dos especies Es originario de Chile. La mayoría de sus miembros han sido colocados en el género Senecio.

## Taxonomía
El género fue descrito por (Hook. et Arn.) B.Nord. y publicado en Botanische Jahrbücher für Systematik, Pflanzengeschichte und Pflanzengeographie 107: 582. 1985.

## Especies
- Acrisione cymosa (J.Rémy) B.Nord.
- Acrisione denticulata (Hook. & Arn.) B.Nord.